# Izjaslav II di Kiev
Izjaslav II Mstislavič (in russo Изяслав II Мстиславич?; in ucraino Ізяслав II Мстиславич?; 1097 circa – Kiev, 13 novembre 1154) fu principe di Kursk (1127-1129), Polack (1129-1132), Turov (1132-1134), Volinia (1135-1141), Pereyaslav (1141-1146) e di Kiev (1146-1149, 1150, 1151-1154).

## Biografia
Era figlio di Mstislav I e, fu tra i vari ruoli ricoperti, principe di Kiev dal 1146 al 1154 in diverse occasioni; in particolare, tra il 1151 e il 1154 esercitò il suo potere unitamente a Vjačeslav I di Kiev, costituendo una sorta di duumvirato.

## Discendenza

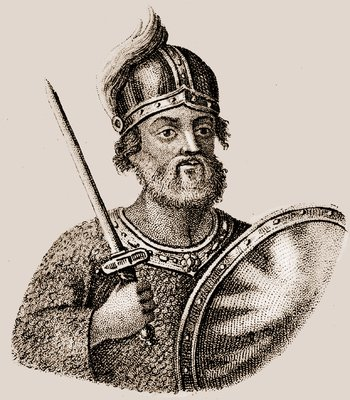
Ritratto immaginario di Izjaslav

Sposò Agnese di Franconia (†1151), figlia dell'imperatore Corrado III e della di lui prima moglie Gertrude di Comburg. Quest'ultima in realtà sembra non sposò mai Corrado.
Da Agnese, Mstislav I ebbe:
- Mstislav II di Kiev (†1172), che sposò Agnese di Polonia, figlia del duca di Polonia Boleslao III di Polonia
- Jaroslav II Izjaslavič († verso il 1180)
- Jaropolk, Principe di Shumsk
- Eudoksia (1131 c.a. – 1187 c.a.), andata sposa nel 1154 a Miecislao III di Polonia (1121 1202), duca della Grande Polonia, figlio di Boleslao III di Polonia
- Una figlia dal nome ignoto, sposò Rogvolod Borisovič, principe di Polack

## Ascendenza
|                      |                   |                         | Genitori               |  |  | Nonni |  |  | Bisnonni         |  |  | Trisnonni          |  |
|                      |                   |                         |                        |  |  |       |  |  | Vsevolod di Kiev |  |  | Jaroslav I di Kiev |  |
|                      |                   |                         |                        |  |  |       |  |  | Vsevolod di Kiev |  |  | Jaroslav I di Kiev |  |
|                      |                   | Ingegerd Olofsdotter    |                        |  |  |       |  |  | Vsevolod di Kiev |  |  |                    |  |
| Vladimir II di Kiev  |                   |                         |                        |  |  |       |  |  | Vsevolod di Kiev |  |  |                    |  |
|                      |                   | Anastasia di Bisanzio   | Costantino IX Monomaco |  |  |       |  |  |                  |  |  |                    |  |
|                      |                   | Anastasia di Bisanzio   | Costantino IX Monomaco |  |  |       |  |  |                  |  |  |                    |  |
|                      |                   | Anastasia di Bisanzio   | …                      |  |  |       |  |  |                  |  |  |                    |  |
| Mstislav I di Kiev   |                   | Anastasia di Bisanzio   |                        |  |  |       |  |  |                  |  |  |                    |  |
|                      |                   | Aroldo II d'Inghilterra | Godwin del Wessex      |  |  |       |  |  |                  |  |  |                    |  |
|                      |                   | Aroldo II d'Inghilterra | Godwin del Wessex      |  |  |       |  |  |                  |  |  |                    |  |
|                      |                   | Aroldo II d'Inghilterra | Gytha Thorkelsdóttir   |  |  |       |  |  |                  |  |  |                    |  |
| Gytha del Wessex     |                   | Aroldo II d'Inghilterra |                        |  |  |       |  |  |                  |  |  |                    |  |
|                      |                   | Ealdgyth Swan-neck      | …                      |  |  |       |  |  |                  |  |  |                    |  |
|                      |                   | Ealdgyth Swan-neck      | …                      |  |  |       |  |  |                  |  |  |                    |  |
|                      |                   | Ealdgyth Swan-neck      | …                      |  |  |       |  |  |                  |  |  |                    |  |
| Izjaslav II di Kiev  |                   | Ealdgyth Swan-neck      |                        |  |  |       |  |  |                  |  |  |                    |  |
|                      | Stenkil di Svezia | Ragnvald Ulfsson        |                        |  |  |       |  |  |                  |  |  |                    |  |
|                      | Stenkil di Svezia | Ragnvald Ulfsson        |                        |  |  |       |  |  |                  |  |  |                    |  |
|                      | Stenkil di Svezia | Astrid Nialsdotter      |                        |  |  |       |  |  |                  |  |  |                    |  |
| Ingold I di Svezia   | Stenkil di Svezia |                         |                        |  |  |       |  |  |                  |  |  |                    |  |
|                      |                   | …                       | …                      |  |  |       |  |  |                  |  |  |                    |  |
|                      |                   | …                       | …                      |  |  |       |  |  |                  |  |  |                    |  |
|                      |                   | …                       | …                      |  |  |       |  |  |                  |  |  |                    |  |
| Cristina Ingesdotter |                   | …                       |                        |  |  |       |  |  |                  |  |  |                    |  |
|                      |                   | …                       | …                      |  |  |       |  |  |                  |  |  |                    |  |
|                      |                   | …                       | …                      |  |  |       |  |  |                  |  |  |                    |  |
|                      |                   | …                       | …                      |  |  |       |  |  |                  |  |  |                    |  |
| Elena di Svezia      |                   | …                       |                        |  |  |       |  |  |                  |  |  |                    |  |
|                      |                   | …                       | …                      |  |  |       |  |  |                  |  |  |                    |  |
|                      |                   | …                       | …                      |  |  |       |  |  |                  |  |  |                    |  |
|                      |                   | …                       | …                      |  |  |       |  |  |                  |  |  |                    |  |
|                      |                   | …                       |                        |  |  |       |  |  |                  |  |  |                    |  |